# Villa praeterita
Villa praeterita är en tvåvingeart som beskrevs av H. Oldroyd 1938. Villa praeterita ingår i släktet Villa och familjen svävflugor. Inga underarter finns listade i Catalogue of Life.